# Jüdischer Friedhof (Tündern)

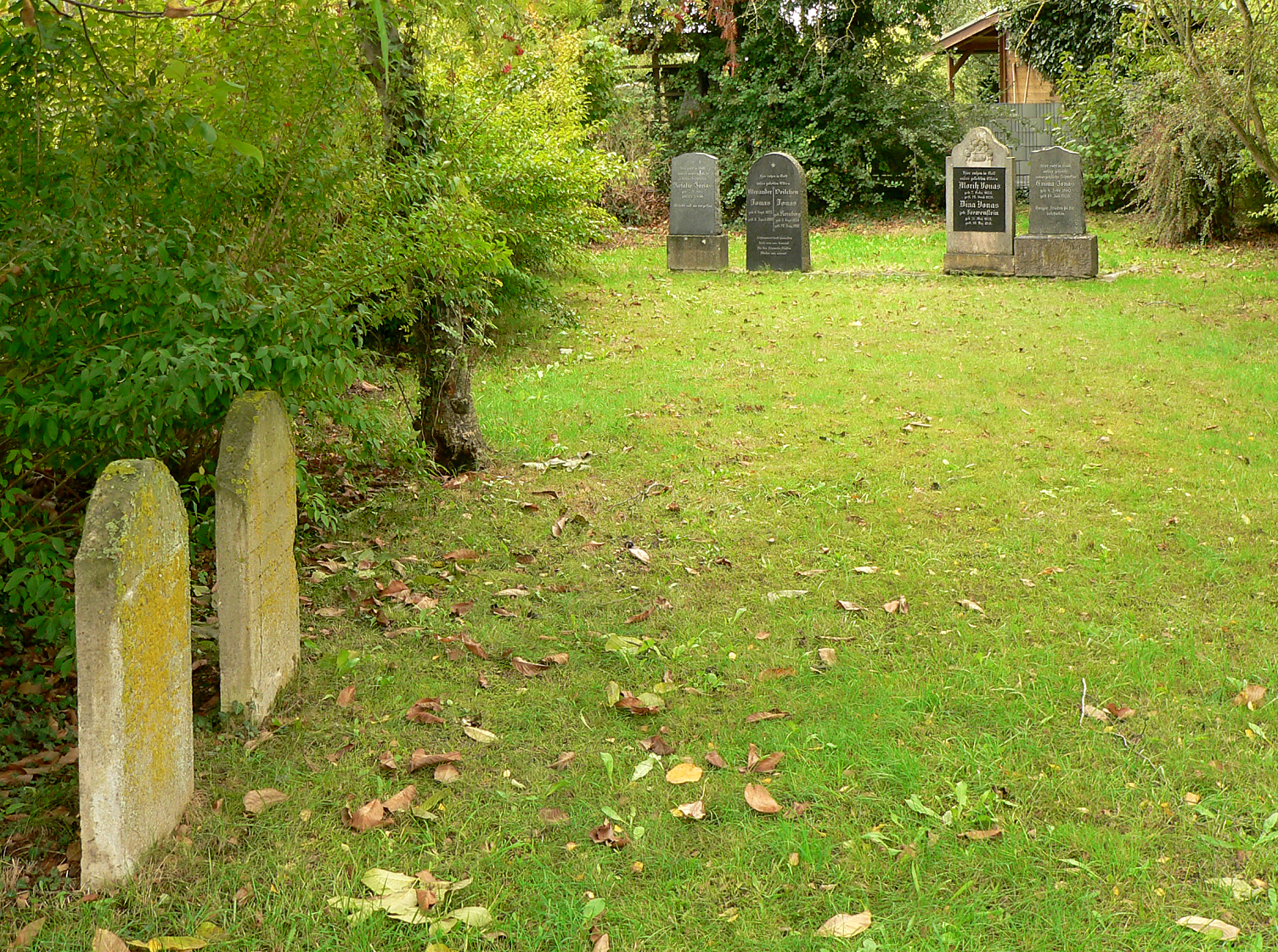
Jüdischer Friedhof Tündern

Der jüdische Friedhof im Ortsteil Tündern der Stadt Hameln im niedersächsischen Landkreis Hameln-Pyrmont ist ein geschütztes Kulturdenkmal.
Der Friedhof liegt in der Emmerthalerstraße gegenüber dem christlichen Friedhof. Es sind nur noch sechs Grabsteine vorhanden. Ursprünglich standen auf dem Friedhof wesentlich mehr Grabsteine; einige dieser Steine sind in der tündernschen Feldmark in einer Brücke verbaut worden. Beim Abriss dieser Brücke 2002 wurden zwei Steine von 1850 und 1852 geborgen.
Der Friedhof wurde mindestens von 1850 bis 1930 belegt – aus diesen Jahren stammen der älteste und der jüngste Stein.